# Wilhelm Joseph von Wasielewski
Wilhelm Joseph von Wasielewski   (Gdańsk, 17 de juny de 1822 - Sondershausen, 13 de desembre de 1896), fou un violinista i musicògraf alemany.
Estudià en el Conservatori de Leipzig recentment fundat, de 1843 a 1846, sent allí deixeble de Felix Mendelssohn Bartholdy, David i Hauptmann, i després particularment de David. Per aquella època ja s'havia distingit com a crític musical en diversos diaris i revistes, en acabar els estudis entrà com a violí en l'orquestra de la Gewandhaus, i el 1850, per recomanació de Schumann, dirigí els concerts de Düsseldorf. El 1852 s'encarregà de la direcció d'una societat coral de Bonn, però el 1855 es traslladà a Dresden on es dedicà especialment a la critica i a la història musical. Finalment, el 1869 fou nomenat director de la música de la ciutat de Bonn i el 1874 rebé el títol de director reial de música; però el 1884 dimití dels seus càrrecs i es retirà a Sondershausen.

## Lloc distingit
Wasielewski ocupa un lloc molt distingit com a historiador musical i deixà una sèrie d'obres importants, entre les quals cal mencionar: 
- Robert Schumann Biographie, (1858; 4,ª ed., 1906),
- Die Violine und ihre Meister, (1869; 4,ª ed. 1904),
- Die Violine im XVII Jahrundert und die Anfänge der Instrumental Komposition, (1874),
- Geschichte der Instrumentalmusik im XVI Jahrundert, (1878),
- Musikalische Fürsten vom Mittelalter bic zu Beginn des XIX Jahrundert, 1879,
- Schumanniana, 1883,
- Beethoven, 1888,
- Das Violoncell und seine Geschichte, 1889,
- Karl Reinecke, ein Künstlerbild, 1892,
- Aus siebenzing Jahre, records (1897). Com a compositor deixa molt escasses obres.